# Wanderley Gomes Bernardino
Wanderley Gomes Bernardino, conosciuto semplicemente come Wanderley (Rio Preto, 10 agosto 1967), è un ex calciatore brasiliano, di ruolo difensore.

## Carriera

### Club
Ha giocato dal 1987 al 1991 con il Botafogo nella prima divisione brasiliana, totalizzandovi complessivamente 25 presenze ed una rete.

### Nazionale
Ha partecipato con la nazionale Under-20 ai campionato del mondo Under-20 1987, nei quali ha giocato le tre partite della fase a gironi e nei quarti di finale contro la Jugoslavia.

## Palmarès

### Club

#### Competizioni statali
- Campionato Carioca: 2

Botafogo: 1989, 1990
- Taça Rio: 1

Botafogo: 1989